# Henry Morton Stanley
Henry Morton Stanley (født John Rowlands 28. januar 1841, død 10. maj 1904) var en walisisk journalist mest kendt for sine opdagelsesrejser i Afrika og hans jagt på den forsvundne missionær David Livingstone.
Født uden for ægteskab voksede han op på børnehjem og tjente efterhånden penge nok til at rejse til Amerika. Under denne rejse blev han kendt med den rige handelsmand Stanley, og begyndte efterhånden at bruge dennes navn.
Efter at have gjort tjeneste på begge sider under den amerikanske borgerkrig begyndte han i 1867 som journalist på New York Herald, og i 1869 fik han til opgave at finde den forsvundne missionær David Livingstone. Han var på opdagelsesrejse i Afrika, og man havde ikke hørt fra ham i mange år. Stanley fandt Livingstone i 1871, og mødte ham ifølge hans egne optegnelser med ordene «Dr. Livingstone, I presume?».
1. ↑  Navnet er anført på engelsk og stammer fra Wikidata hvor navnet endnu ikke findes på dansk.